# Tjocka släkten (1975)
Tjocka släkten är en svensk TV-serie från 1975, regisserad av Christian Lund och med manus av Lars Molin. Handlingen kretsar kring arbetarfamiljen Hedmans vardag i en småstad i Norrland.
Serien lades i november 2016 ut i Öppet arkiv på Sveriges Television och är upplagd där i olika omgångar sedan 2018.

## Rollista
- Arne Källerud – Harald Hedman
- Agneta Prytz – Signe Hedman
- Tommy Johnson – Bengt Hedman
- Maud Hansson – Ingrid Hedman
- Chatarina Larsson – Eva Hedman
- Rolf Larsson – Gösta Hedman
- Gunilla Thunberg – Lillemor Hedman
- Mats Bergman – Åke Brinkmar
- Hans Wigren – Gunnar Linder
- Per Berglund – Olle Lindstedt
- Mimmo Wåhlander – Anita Lindstedt
- Gun Andersson – Gudrun Isaksson
- Julie Bernby – Fru Brinkmar
- Kotti Chave – Herr Brinkmar

Samt i alfabetisk ordning:
- Carl-Olof Alm – Brodde
- Willie Andréason – polisassistent
- Sara Arnia – Olga, servitris
- Folke Asplund – Gneten
- Tomas Bolme – kapten
- Curt Broberg – vägmästare
- Bernt Callenbo – Sven
- Kjerstin Dellert – Gittan Wallén
- Märta Dorff – fru Ek
- Carl-Axel Elfving – massören
- Åke Engfeldt – Överkonstapel
- Hans V. Engström – Göken
- George Fant – Henrik Wallén
- Åke Fridell – hemlös person
- Sven-Eric Gamble – man i tunnelbanan
- Manne Grünberger – uppretad bilist
- Sven Holmberg – veterinär Ek, kommunalråd
- Tor Isedal – Fingal Linder
- Sandro Key-Åberg – man i bastu
- Åke Lagergren – vittne i tunnelbanan
- Arne Nyberg – Bengt
- Barbro Oborg – förälder
- Håkan Serner – Blom
- Rolf Skoglund – Janne
- Gunnel Sporr – kvinna i tunnelbanan
- Ragnar Thell – Dr. Welin
- Ulla Trulsson – Sylvia
- Gunnel Wadner – änka
- Håkan Westergren – man med cigarr
- Inga Ålenius – Gunhild, servitris
- Birger Åsander – polisintendent